# Нижнепенское сельское поселение
Нижнепе́нское се́льское поселе́ние — муниципальное образование в Ракитянском районе Белгородской области.
Административный центр — село Нижние Пены.

## История
Нижнепенское сельское поселение образовано 20 декабря 2004 года в соответствии с Законом Белгородской области № 159.

## Население
| 2010 | 2011  | 2012  | 2013  | 2014  | 2015  | 2016 | 2017  | 2018 |
| ---- | ----- | ----- | ----- | ----- | ----- | ---- | ----- | ---- |
| 1000 | ↗1002 | ↗1042 | ↗1062 | ↘1045 | ↘1031 | ↘998 | ↗1000 | ↘974 |
| 2019 | 2020  | 2021  |       |       |       |      |       |      |
| ↘969 | ↗976  | ↘948  |       |       |       |      |       |      |

## Состав сельского поселения
| № | Населённый пункт | Тип населённого пункта       | Население |
| - | ---------------- | ---------------------------- | --------- |
| 1 | Нижние Пены      | село, административный центр | ↘990      |
| 2 | Никольский       | хутор                        | ↘10       |